# Moʻynoq
Moʻynoq (usbekisch, in kyrillischer Schrift Мўйноқ; karakalpakisch Moynaq bzw. Мойнақ; russisch Муйнак Muinak) ist eine Stadt im Westen Usbekistans in der autonomen Republik Karakalpakistan. Die frühere Hafenstadt lag bis in die zweite Hälfte des 20. Jahrhunderts auf einer Halbinsel am südlichen Ende des Aralsees. Heute ist das Ufer etwa 80 Kilometer entfernt. Die Stadt liegt nun am südlichen Rand der Wüste Aralkum. Moʻynoq ist Hauptort des gleichnamigen Bezirkes Moʻynoq.
Moʻynoq, eine ehemalige Siedlung, erhielt zu Sowjetzeiten 1963 den Status einer Stadt. Sie war damals bekannt für den Fischfang, Hauptarbeitgeber waren ein Fischkonservenkombinat und die Fischfangflotte. Der Industriezweig musste wegen des dramatischen Rückganges des Wasserspiegels aufgegeben werden. Nachdem die Stadt den Fischfang aufgegeben hatte, wanderte der Großteil der Bevölkerung aus. Im Jahr 2018 lebten hier noch rund 13.500 Menschen.

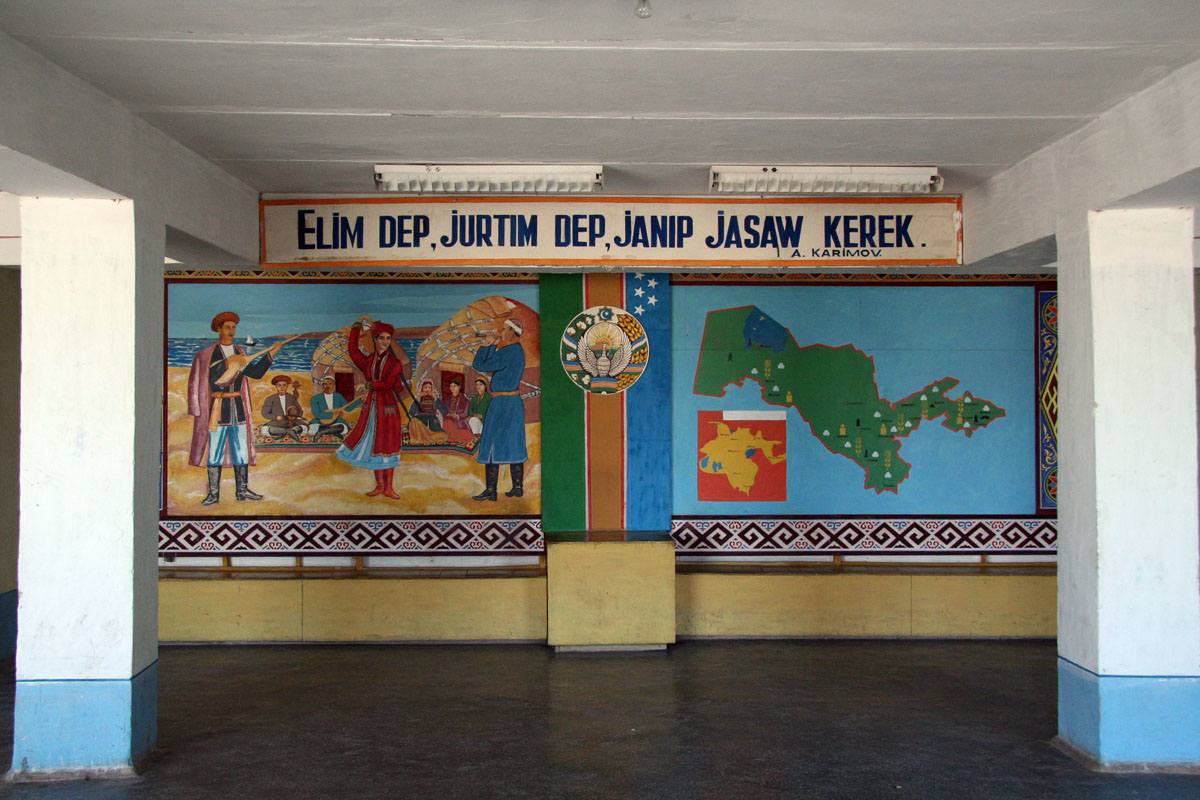
Eingang von Rathaus und Museum im Stadtzentrum
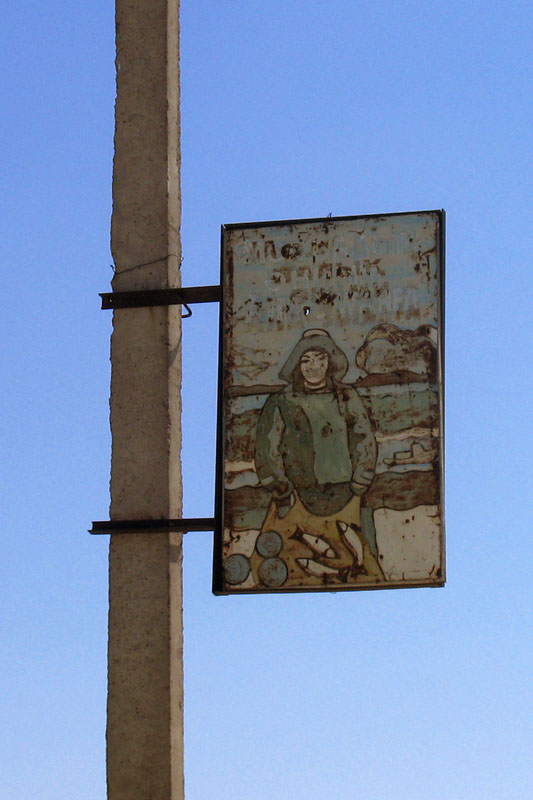
Ein Plakat im Stadtzentrum, das die frühere Hauptbeschäftigung in der Stadt zeigt: Fischen
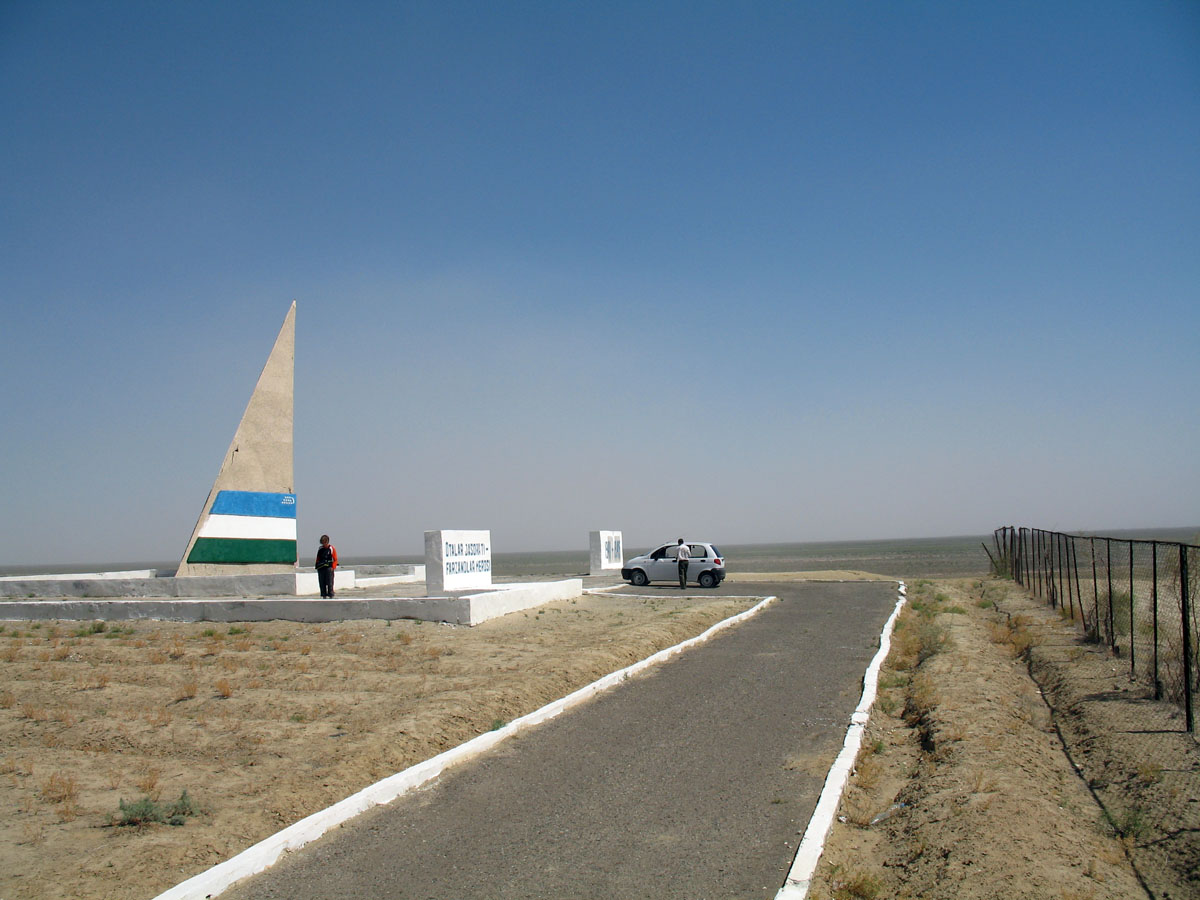
Denkmal über dem ehemaligen Ufer des Aralsees
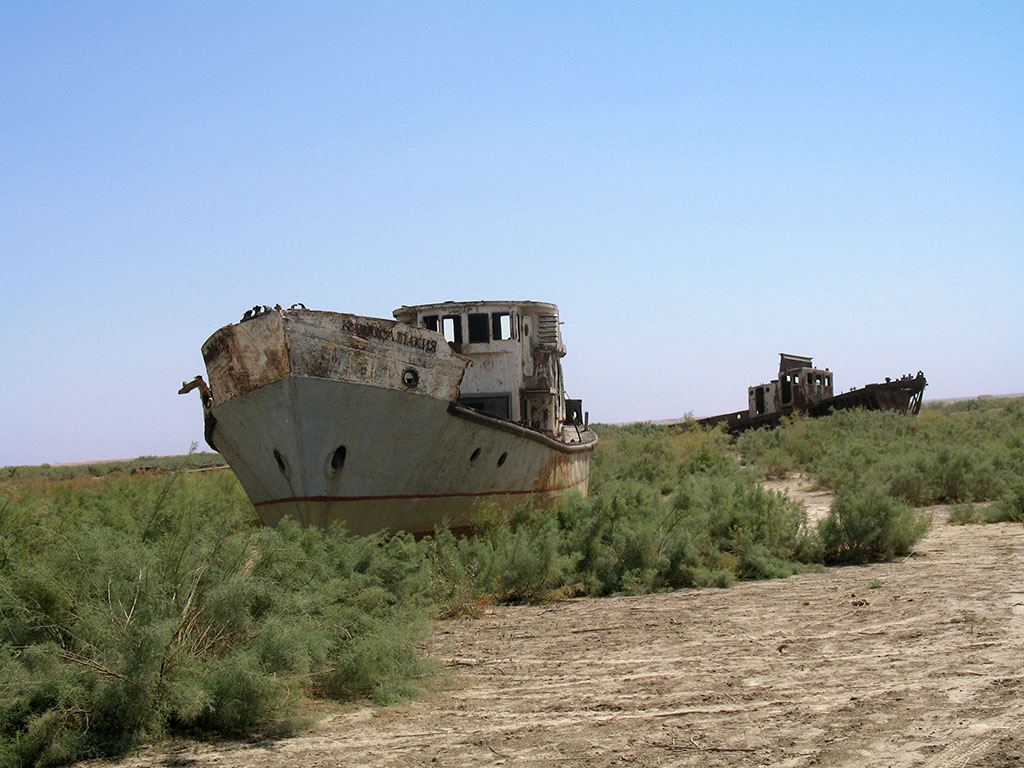
Schiffswracks im früheren Hafen im Aralsee